# Окулярник буробокий
Окулярник буробокий (Zosterops erythropleurus) — вид горобцеподібних птахів родини окулярникових (Zosteropidae). Мешкає в Східній Азії.

## Опис
Довжина птаха становить 10,5-11,5 см, вага 10-13 г, розмах крил 27 см. Верхня частина тіла світло-жовто-зелена, нижня частина тіла біла, боки каштанові або буруваті. Навколо очей характерні білі кільця. Дзьоб зверху сірий, знизу рожевуватий, очі чорні.

## Поширення і екологія
Буробокі окулярники гніздяться на Далекому Сході Росії, в Манчжурії, на півночі Північної Кореї. Зимують на півдні Китаю та на півночі Індокитаю. Це найпівнічніший вид окулярників.
Буробокі окулярники живуть в широколистних і змішаних лісах, віддають перевагу берегам річок і верболозам. До місць свого гніздування вони прилітають досить пізно, так, в долині Уссурі вони з'являються лише в травні. Сезон розмноження триває з кінця травня по серпень. За сезон може вилупитися два виводки. В кладці 2-4 яйця, інкубаційний період триває 11-12 днів. Пташенята покидають гніздо на 11-14 день.